# Bonang River
Der Bonang River ist ein Fluss im östlichen Gippsland im australischen Bundesstaat Victoria.
Er entspringt am Osthang des Mount Little Bill im Westen des Errinundra-Nationalparks. Von seiner Quelle fließt der Bonang River in nördlicher Richtung durch die Kleinstadt Bonang und weiter bis zur Siedlung Delicknora. Dort wendet sich der Fluss nach Westen und mündet schließlich nach wenigen Kilometern in den Deddick River.